# Tellin
Tellin (en való Telin) és un municipi belga de la província de Luxemburg a la regió valona. Limita amb Wellin, Libin, Nassogne, Saint-Hubert i Rochefort. Comprèn les localitats de Bure, Grupont i Resteigne.